# Phin Choonhavan

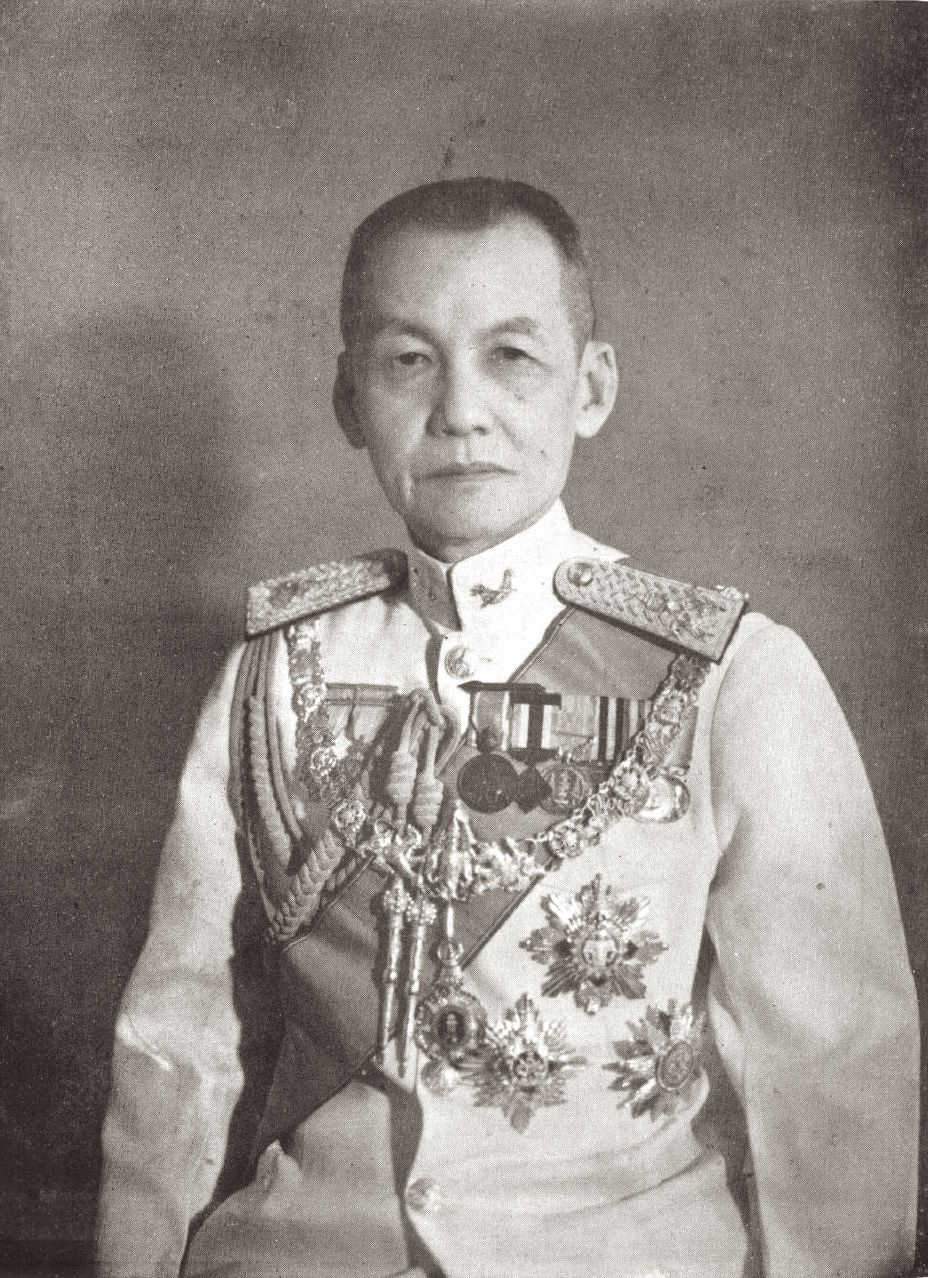
Phin Choonhavan (ca. 1953)

Phin Choonhavan (thailändisch: ผิน ชุณหะวัณ, RTGS: Chunhawan; * 14. Oktober 1891 in Amphoe Bang Khonthi, Provinz Samut Songkhram; † 26. Januar 1973 in Bangkok) war ein thailändischer Heeresoffizier. Während des Zweiten Weltkriegs war er Militärbefehlshaber des thailändisch besetzten Shan-Staats. Von 1948 bis 1954 war er Oberkommandierender des Heeres, ab 1951 im Rang eines Feldmarschalls.

## Leben
Phin wurde als Sohn des chinesischen Arztes Kai (chinesisch 开), der von Chaoshan (Provinz Guangdong) nach Siam immigrierte, geboren. Er besuchte die Offiziersschule des Heeres, in der er ein Klassenkamerad des späteren Ministerpräsidenten Plaek Phibunsongkhram war. Anschließend war er Offizier der Infanterie. Nach dem Besuch der Generalstabsschule bekam Phin 1928 den feudalen Ehrennamen Luang Chamnan Yutthasat. Er legte diesen jedoch 1941 mit der Abschaffung der feudalen Ränge und Titel wieder ab.
Phins Sohn Chatichai Choonhavan wurde 1988 Ministerpräsident von Thailand, seine älteste Tochter Udomlak heiratete Phao Siyanon, der 1951 Generaldirektor der thailändischen Polizei wurde. Eine weitere Tochter, Charoen, heiratete Pramarn Adireksarn, der in den 1970er- und 80er-Jahren Vorsitzender der Chart-Thai-Partei war und verschiedene Ministerämter ausübte.
Während des Französisch-Thailändischen Kriegs 1940/41 war Phin der Befehlshaber der Isan-Armee. Während des Zweiten Weltkrieges kommandierte er die 3. Division der Phayap-Armee, die auf japanischer Seite am Burmafeldzug teilnahm und 1942 Keng Tung eroberte. Anschließend wurde er zum Militärbefehlshaber des Shan-Staates ernannt, den die Japaner nach der Eroberung an Thailand übergeben hatten. Nach dem Krieg wurde er als Generalleutnant in den Ruhestand versetzt.
Phin war ein Anführer des Militärputsches von 1947, der die langjährige Militärherrschaft in Thailand einleitete. Am Tag des Staatsstreichs erklärte er der Presse mit Tränen in den Augen, dass die Armee im Interesse des Volkes gehandelt hätte, um einen weiteren Verfall des Landes unter der korrupten Zivilregierung zu verhindern. Als Feldmarschall Plaek Phibunsongkhram wenige Monate darauf, im Mai 1948, Ministerpräsident wurde, ernannte er Phin als seinen Nachfolger zum Oberkommandierenden der Landstreitkräfte. Dies war eine auch politisch sehr einflussreiche Position in dem vom Militär beherrschten Land, insbesondere nach dem „Stillen Coup“ von 1951. Eine Verfassungsänderung machte es möglich, dass auch aktive Militärs Regierungsämter einnahmen und Phin wurde stellvertretender Ministerpräsident unter Plaek Phibunsongkhram. Außerdem wurde er in den Rang eines Feldmarschalls befördert. Er gehörte zu den thailändischen Verantwortungsträgern, die intensiv um US-amerikanische Militärhilfe für ihr Land warben.
Phin und seine Familie (nach ihrem Wohnort Soi-Ratchakru-Clan genannt) nutzten ihren militärischen und politischen Einfluss, um sich auch mit einer Vielzahl von Unternehmungen am Wirtschaftsleben des Landes zu beteiligen. Phin führte zusammen mit seinem Schwiegersohn Phao einen Flügel innerhalb des Militärs, der mit dem Flügel des ebenfalls ehrgeizigen Generals Sarit Thanarat rivalisierte. Da sich Phin zunehmend auf seine ökonomischen Aktivitäten konzentrierte, verlor er an Rückhalt in der Truppe und Sarit konnte ihn 1954 als Heereschef ablösen. Im März 1957 wurde er Landwirtschaftsminister. Sarit putschte im September 1957 gegen die Regierung von Phibunsongkhram und entmachtete auch den Phin-Phao-Flügel innerhalb der Armee. Dem Choonhavan-Clan wurde vorgeworfen, Millionen von Dollars veruntreut und auf Konten in der Schweiz gebracht zu haben. Während Phao als Hauptrivale Sarits ins Ausland fliehen musste, konnte Phin als Privatmann in seinem Haus in der Soi Ratchakru (Thanon Phahonyothin) wohnen bleiben.
1973 verstarb Phin im Alter von 81 Jahren im Phramongkutklao-Krankenhaus in Bangkok.